# Lake Carmel (New York)
Lake Carmel est une census-designated place du comté de Putnam, dans l'État de New York, aux États-Unis,. En 2020, elle compte une population de 8 069 habitants.